# Håkan Lidman

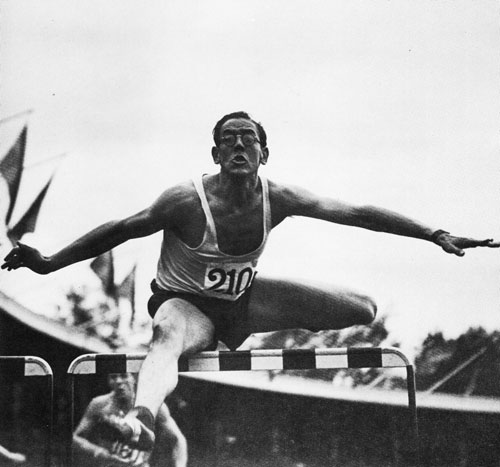
Håkan Lidman

Håkan Lidman (Erik Håkan Lidman; * 31. Januar 1915 in Göteborg; † 6. Juni 2000 in Estepona, Spanien) war ein schwedischer Hürdenläufer, dessen Spezialstrecke die 110-Meter-Distanz war.

## Leben
Bei den Olympischen Spielen 1936 in Berlin belegte Lidman in 14,5 Sekunden den vierten Platz im 110-Meter-Hürdenlauf hinter Forrest Towns (USA), Don Finlay (GBR) und Fritz Pollard (USA).
Ohne die US-Amerikaner am Start waren Finlay und Lidman auch die Favoriten für die Leichtathletik-Europameisterschaften 1938 in Paris. Finlay gewann mit Europarekord von 14,3 Sekunden vor Lidman (14,5) und dem Niederländer Reindert Brasser (14,8). 1940 stellte Lidman mit 14,0 Sekunden einen Europarekord auf, der erst 1956 unterboten wurde. Für diese Leistung wurde er mit der Svenska-Dagbladet-Goldmedaille geehrt.
Bei den Europameisterschaften 1946, den ersten nach dem Zweiten Weltkrieg, die vom 22. bis zum 25. August 1946 in Oslo stattfand, waren die schwedischen Leichtathleten die erfolgreichsten Teilnehmer. Håkan Lidman gewann den Hürdensprint in 14,6 Sekunden vor dem Belgier Pol Braekman in 14,9 Sekunden. Bei den Olympischen Spielen 1948 in London erreichte Lidman 12 Jahre nach seiner ersten Olympiateilnahme noch einmal das Finale und wurde in 14,6 Sekunden Sechster.
Vierzehn Mal war er schwedischer Meister im Hürdensprint, von 1934 bis 1945, sowie 1947 und 1948. 1946 startete er nicht bei den schwedischen Meisterschaften, weil er gegen seinen Verband protestierte, der vor den Europameisterschaften etliche Athleten wegen Verstoßes gegen die Amateurbestimmungen gesperrt hatte.
Håkan Lidman war 1,89 m groß und wog in seiner aktiven Zeit 78 kg.

## Bestleistungen
- 110 Meter Hürden: 14,0 Sekunden (1940)
- 200 Meter Hürden: 24,0 Sekunden (1943)
- 400 Meter Hürden: 58,2 Sekunden (1937)
- 100-Meter-Lauf: 10,9 Sekunden (1943)
- 200-Meter-Lauf: 22,2 Sekunden (1943)